# کمدن (دلاور)
کمدن، دلاور (به انگلیسی: Camden, Delaware) یک سکونتگاه مسکونی در ایالات متحده آمریکا با جمعیت ۳٬۴۶۴ نفر است که در Kent County واقع شده‌است.